# Von dem Sommer- und Wintergarten
Von dem Sommer- und Wintergarten ist ein Märchen (ATU 425C). Es stand in den Kinder- und Hausmärchen der Brüder Grimm nur in der 1. Auflage von 1812 an Stelle 68 (KHM 68a).

## Inhalt
Ein Kaufmann bringt seinen drei Töchtern Geschenke mit. Nur wegen der Rose im Winter für die Jüngste lacht man ihn aus. Er findet sie in einem Schlossgarten, wo halb Sommer, halb Winter ist. Doch ein schwarzes Tier kommt ihm nach und will dafür die Tochter. Es holt sie auch wider Erwarten in sein Schloss. Es isst nur, was sie ihm gibt, und sie gewinnt es lieb. Als sie in einem Zauberspiegel Vater und Schwestern trauern sieht, muss sie hin, doch verspricht nur acht Tage zu bleiben. In Kummer über des Vaters Tod versäumt sie die Frist und findet alles im Schloss tot. Als sie das Tier unter verfaultem Kohl findet und mit Wasser wiederbelebt, ist es ein Königssohn, und sie heiraten froh.

## Herkunft
Die Brüder Grimm hatten diese Fassung von Ferdinand Siebert. Sie floss auch in Das singende springende Löweneckerchen mit ein, das ab dem zweiten Teil der 1. Auflage (da Nr. 2) als 88. Märchen (KHM 88) enthalten ist, und steht dort in der Anmerkung gekürzt als „aus der Schwalmgegend“.
Grimms Anmerkung zum Sommer- und Wintergarten stellt fest, dass es sich um Amor und Psyche handelt, was in anderen Versionen noch deutlicher ist, und erzählt Die Schöne und der Drache aus Die junge Amerikanerin (Ulm, 1765) nach (wie schon Jacob Grimms Handschrift von 1810), und das siebte Märchen aus Das Mährleinbuch für meine Nachbarsleute (Leipzig, 1799).
Heinz Rölleke bemerkt, dass häufige Motive zum weltweit verbreiteten Märchentyp La Belle et la Bête wie Suchwanderung, erkaufte Brautnächte hier fehlen, dafür die wachsende Zuneigung und merkwürdige Erlösung eigenartig erzählt ist.